# Người Sắt 2
Người Sắt 2 (tựa đề tiếng Anh: Iron Man 2) là một bộ phim siêu anh hùng do Mỹ sản xuất năm 2010 dựa trên nhân vật Người Sắt trong Marvel Comics. Bộ phim do Marvel Studios sản xuất và được hãng Paramount Pictures phát hành1, là phần tiếp theo của bộ phim Người Sắt (2008) và là bộ phim thứ 3 trong Vũ trụ Điện ảnh Marvel. Phim do Jon Favreau làm đạo diễn và dựa theo kịch bản của Justin Theroux, với sự tham gia của các diễn viên Robert Downey Jr., Gwyneth Paltrow, Don Cheadle, Scarlett Johansson, Sam Rockwell, Mickey Rourke và Samuel L. Jackson.
Người Sắt 2 chính thức công chiếu tại rạp El Capitan Theatre vào ngày 26 tháng 4 năm 2010. Phim được phát hành trên quốc tế từ giữa ngày 28 tháng 4 đến 7 tháng 5 trước khi công chiếu tại Mỹ vào ngày 7 tháng 5 năm 2010. Phim đã đạt được thành công thương mại quan trọng khi thu về 623.9 triệu Đô la Mỹ từ tất cả các phòng vé trên toàn thế giới. Phim khởi chiếu tại Việt Nam vào ngày 7 tháng 5 năm 2010. Các đĩa DVD và Blu-ray của phim được phát hành vào ngày 28 tháng 9 năm 2010.
Tiếp nối thành công của Người Sắt phát hành tháng 5 năm 2008, hãng Marvel Studios lập tức công bố quyền sở hữu bộ phim và bắt tay ngay vào việc sản xuất phần tiếp theo. Tháng 7 cùng năm Theroux được thuê để viết kịch bản phim Favreau ký kết hợp đồng với hãng để trở lại chỉ đạo làm phim. Downey, Paltrow và Jackson trở lại trong phần này với những vai diễn có từ Người Sắt, trong khi Cheadle đến thay thế Terrence Howard cho vai James Rhodes. Trong những tháng đầu năm 2009, Rourke, Rockwell và Johansson tham gia đóng vai phụ và bộ phim cũng bắt đầu bấm máy từ mùa hè năm đó. Giống như phần trước phim được quay chủ yếu ở California, ngoại trừ một số cảnh đặt ở Monaco. Phần ba của loạt phim Người Sắt, Người Sắt 3 sẽ được phát hành vào 3 tháng 5 năm 2013.

## Nội dung
Sáu tháng sau các sự kiện trong Iron Man, bất chấp lời gọi của Chính phủ Hoa Kỳ về việc bàn giao công nghệ Người Sắt, Tony Stark đã bật lại các quan chức chính phủ. Tony tự tin tuyên bố công nghệ của anh đang đi đầu nước Mỹ và "tư nhân hóa thành công nền hòa bình", cho rằng hiện tại không ai có thể bắt kịp công nghệ của anh. Trong khi đó, nhà khoa học người Nga Ivan Vanko đã phát triển công nghệ tương tự như lò phản ứng hồ quang của Stark Industries và chế tạo vũ khí cho riêng mình, hòng trả thù gia đình Stark.
Để phản ứng hồ quang được duy trì năng lượng mạnh mẽ cho việc khởi động các bộ giáp, Tony phải dùng paladi, một kim loại độc hại đe dọa trực tiếp đến sức khỏe và tính mạng anh, để làm pin nhiên liệu. Lò phản ứng hồ quang gắn trước lồng ngực ngày một đe dọa tính mạng Tony. Anh đơn độc trước mọi thứ đang chống đối chính mình trong khi tính mạng của anh đang đếm trên từng cục pin.
Trong một chuyến giải trí, Tony cạnh tranh tại cuộc đua Historic Grand Prix of Monaco, nhưng được nwra đường, anh bị Vanko tấn công bằng roi điện. Happy và Pepper tiếp ứng kịp thời, đưa cho Tony chiếc vali chứa bộ áo giáp Mark V và đánh bại Vanko, nhưng bộ đồ bị hư hỏng nặng. Vanko bị cầm tù, hắn giải thích ý định của mình là để chứng minh với thế giới rằng Iron Man không phải là bất khả chiến bại. Tony giờ đây thậm chí không thể quản lý nổi tập đoàn Stark Industries và phải nhường chức CEO cho cô người yêu Pepper Potts. Tony thuê nữ nhân viên pháp lý Natalie Rushman để thay thế Pepper thành trợ lý cá nhân của mình, thay cho cậu bạn thân Happy Hogan (trước kia là trợ lý chuyên môn) để Happy Hogan hỗ trợ Pepper điều hành công ty.
Ấn tượng bởi sản phẩm của Vanko, nhà tài phiệt Justin Hammer đối thủ của Stark, ngụy tạo cái chết cho Vanko trong khi phá vỡ nhà tù, đưa gã ra khỏi đó và yêu cầu gã xây dựng nên một dây chuyền sản xuất bộ quần áo giáp để vượt trội Stark. Về phần Tony, bản thân tin là bữa tiệc sinh nhật cuối cùng của mình, Tony say xỉn trong khi mặc bộ đồ Mark IV và quẩy quá đà với các fan hâm mộ. Trung tá James Rhodes - bạn thân của Tony - đã mặc nguyên mẫu áo giáp Mark II và cố gắng kiềm chế bạn mình. Cuộc ẩu đả kết thúc trong bế tắc, Rhodes tịch thu Mark II đem gửi cho Không quân Mỹ.
Nick Fury, giám đốc của S.H.I.E.L.D, dùng mọi phương pháp tiếp cận Tony, tiết lộ "Rushman" là đặc vụ Natasha Romanoff và Howard Stark là một trong những người sáng lập S.H.I.E.L.D. Fury giải thích rằng cha của tên Vanko - người Nga, là đồng tác giả phát minh lò phản ứng hồ quang với Howard Stark. Nhưng khi Anton cố gắng bán nó kiếm chác, Howard đã đá hắn khỏi dự án. Vì tội bất tín với nước Mỹ, Anton bị trục xuất tới một Gulag ở Liên Xô, rồi đến Siberia lạnh giá để nuôi cậu con Ivan Vanko và chết trong nghèo đói, nghiện ngập. Điều này khiến Ivan Vanko hận gia đình Stark thấu xương.
Fury cho Tony một số tài liệu cũ của cha mình; một thông điệp ẩn trong một bản thiết kế Stark Expo năm 1974, chứng minh rằng công trình nghiên cứu cũ của Stark có sơ đồ cấu trúc của một nguyên tố mới. Với sự trợ giúp từ trí tuệ nhân tạo của mình, J.A.R.V.I.S, Tony đã tổng hợp được nguyên tố mới. Khi biết Vanko vượt ngục và đang rắp tâm trả thù, Tony liều lĩnh đặt nguyên tố mới vào trong lò phản ứng hồ quang của mình và thành công với việc sử dụng năng lượng sạch; chấm dứt sự phụ thuộc paladi.
Tại hội chợ triển lãm, Hammer giới thiệu các mẩu người máy do thám bọc thép của Vanko, chỉ huy bởi Rhodes trong một phiên bản rất nhiều vũ khí của áo giáp Mark II. Tony bay đến trong bộ giáp Mark VI để cảnh báo Rhodes, nhưng Vanko từ xa đã chiếm quyền điều khiển những người máy và cả áo giáp của Rhodes, sau đó thì tất cả các bộ robot và giáp đều đồng loạt tấn công Iron Man. Với cáo buộc này, Hammer bị cảnh sát bắt trong khi Romanoff và Happy Hogan đi từ cửa sau truy lùng Vanko tại nhà máy của Hammer. Vanko trốn thoát, nhưng Romanoff đã trả lại quyền kiểm soát bộ giáp Mark II cho Rhodes. Tony và Rhodes cùng nhau đánh bại Vanko và các người máy của hắn. Vanko đã tự tử bằng cách kích hoạt các quả bom nằm trong bộ giáp của mình và cơ thể của những tên người máy.
Trong một cuộc trao đổi, Fury thông báo với Tony vì tính cách khó chịu của anh, S.H.I.E.L.D có ý định mời anh ta làm cố vấn. Về phần Tony, anh cùng với Rhodes được chính phủ Mỹ trao nhận huy chương cho những việc làm anh hùng của họ.
Trong đoạn post-credits, đặc vụ S.H.I.E.L.D Phil Coulson báo cáo vừa phát hiện ra cây búa (Mjolnir) giữa cái hố tại một sa mạc ở New Mexico.

## Diễn viên
- Robert Downey Jr. trong vai Tony Stark / Người Sắt: Một tỷ phú đã trốn thoát khỏi nơi bị giam cầm ở Afghanistan với bộ áo giáp do anh ta tạo ra, giờ anh ta đấu tranh để giữ công nghệ của mình không lọt vào tay chính phủ. Downey và Favreau, những người đã được giao kịch bản và làm việc từ nó cho bộ phim đầu tiên, đã tự hình thành một phần câu chuyện của bộ phim.  Khi Stark trở thành một anh hùng, Downey nói, "Đó là một loại anh hùng, nhưng thực sự đại diện cho chính anh ấy. Vì vậy, tôi nghĩ có lẽ có một chút phức tạp về kẻ mạo danh và anh ấy đã sớm nói, 'Tôi là Người Sắt - 'giờ anh ấy thực sự tự hỏi điều đó có nghĩa là gì. Nếu bạn có tất cả những điều này như anh ấy làm và công chúng đứng về phía bạn và bạn có tài sản và quyền lực to lớn, tôi nghĩ anh ấy' Downey tăng 20 pound cơ bắp để diễn lại vai diễn này.  Davin Ransom sáu tuổi miêu tả Tony Stark khi còn nhỏ.
- Gwyneth Paltrow trong vai Virginia "Pepper" Potts: Bạn thân nhất của Stark, mối tình mới chớm nở và là đối tác kinh doanh; Pepper được thăng chức thành Giám đốc điều hành của Stark Industries.  Về việc quảng bá cho nhân vật của mình, Paltrow tiết lộ, "Khi chúng tôi bắt đầu Iron Man 2 , Pepper và Tony rất giống nhau ... khi bộ phim tiến triển, Pepper được giao nhiều trách nhiệm hơn và cô ấy được thăng chức và thật vui khi được gặp cô ấy Đại loại là lớn lên theo cách đó. Tôi nghĩ nó thực sự phù hợp với cô ấy, công việc thực sự phù hợp với cô ấy. "  Paltrow bày tỏ sự hào hứng khi được làm việc với Johansson.
- Don Cheadle trong vai James "Rhodey" Rhodes / Cỗ máy chiến tranh: Một sĩ quan trong Lực lượng Không quân Hoa Kỳ và là bạn thân của Tony Stark, người sau này vận hành bộ giáp War Machine. Cheadle thay thế Terrence Howard từ phần phim đầu tiên. Cheadle chỉ có vài giờ để nhận vai và thậm chí không biết Rhodes sẽ trải qua cốt truyện gì. Anh ấy nhận xét rằng anh ấy là một người hâm mộ truyện tranh, nhưng trước đây đã không tham gia các bộ phim có chủ đề truyện tranh do sự khan hiếm của các siêu anh hùng da đen. Cheadle cho biết anh nghĩ Iron Man là một người máy trước khi bộ phim đầu tiên ra mắt. Về cách anh ấy tiếp cận nhân vật của mình, Cheadle nói, "Tôi đi, mẫu số chung ở đây là gì? Và mẫu số chung thực sự là tình bạn của anh ấy với Tony, và đó là điều chúng tôi thực sự cố gắng theo dõi trong phần này. Tình bạn của họ bị ảnh hưởng như thế nào khi Tony ra mắt và nói 'I am Iron Man'?". Cheadle cho biết bộ đồ của anh ta nặng 23 kg (50 lb) kim loại và anh ta không thể chạm vào mặt khi mặc nó. Cheadle ký một thỏa thuận sáu phim.
- Scarlett Johansson trong vai Natasha Romanoff / Góa phụ đen: Một điệp viên ngầm của SHIELD đóng vai trò là trợ lý mới của Stark. Johansson đã nhuộm tóc đỏ trước khi tham gia, hy vọng rằng điều đó sẽ giúp thuyết phục Favreau rằng cô ấy phù hợp với vai diễn. Về lý do tại sao cô ấy chọn vai diễn này, Johansson nói, "nhân vật Góa phụ đen đã gây được tiếng vang với tôi ... [Cô ấy] là một siêu anh hùng, nhưng cô ấy cũng là con người. Cô ấy nhỏ bé, nhưng cô ấy mạnh mẽ ... Cô ấy đen tối và có nhiều lần đối mặt với cái chết để cô ấy có cái nhìn sâu sắc về giá trị của cuộc sống... Thật khó để không khâm phục cô ấy ". Cô ấy nói rằng cô ấy đã có "một chút kinh ngạc" Trong quá trình quảng bá cho Black Widow (2021), Johansson cảm thấy đã có sự "siêu tình dục hóa" nhân vật trong Iron Man 2, đặc biệt đề cập đến đoạn hội thoại mô tả cô ấy như một suy nghĩ "một thứ gì đó, giống như một vật sở hữu" "có lẽ tại thời điểm đó thực sự cảm thấy giống như một lời khen"; cô rất biết ơn vì đã được tham gia bộ phim, đồng thời phát triển cùng với nhân vật để đưa ra một "thông điệp tích cực" hơn như trong Black Widow.
- Sam Rockwell trong vai Justin Hammer: Một nhà sản xuất vũ khí đối thủ. Sam Rockwell đã được cân nhắc cho vai Tony Stark trong bộ phim đầu tiên, và anh đã nhận vai Hammer mà không cần đọc kịch bản.  Anh ấy chưa bao giờ nghe nói về nhân vật này trước khi được liên hệ về phần này, và không biết Hammer là một ông già người Anh trong truyện tranh.  Rockwell nói, "Tôi đã làm việc với Jon Favreau trong bộ phim có tên Made này . Và Justin Theroux, người viết kịch bản, là một người bạn cũ của tôi, họ đã nảy ra ý tưởng này và giới thiệu nó cho Kevin Feige . đã làm, họ có thể sẽ làm một nhân vật phản diện giống như họ đã làm với Jeff Bridges, nhưng sau đó họ quyết định chia rẽ các nhân vật phản diện. Và thực sự Mickey [Rourke] là [nhân vật phản diện] chính, nhưng tôi đến để giúp đỡ anh ta. "  Rockwell mô tả nhân vật của mình là" cứu trợ truyện tranh may mắn, nhưng anh ta có một chút lợi thế ".
- Mickey Rourke trong vai Ivan Vanko / Whiplash: Một nhà vật lý người Nga và một cựu phạm nhân, người đã chế tạo một cặp roi điện dựa trên lò phản ứng hồ quang để trả thù chính xác gia đình Stark. Nhân vật là sự kết hợp của Whiplash và Crimson Dynamo. Rourke đến thăm nhà tù Butyrka để nghiên cứu về vai diễn,  và ông đề nghị rằng một nửa cuộc đối thoại của nhân vật là bằng tiếng Nga. Anh ta cũng đề xuất thêm hình xăm, răng vàng và thích một con vẹt đuôi dài , trả tiền cho những chiếc răng và con chim bằng tiền của mình. Rourke giải thích rằng anh không muốn đóng vai "kẻ xấu một chiều", và muốn thử thách khán giả nhìn thấy điều gì đó có thể cứu vãn được ở anh.  Không biết gì về máy tính, Rourke mô tả việc giả vờ là người am hiểu công nghệ là phần khó nhất của vai diễn này.
- Samuel L. Jackson trong vai Nick Fury: Giám đốc SHIELD; Jackson đã ký hợp đồng chín bộ phim để đóng vai nhân vật này.  Về chủ đề nhân vật của anh ấy không thấy bất kỳ hành động nào trong phim, Jackson nói, "Chúng tôi vẫn chưa chuyển Nick Fury vào khu vực tồi tệ. Anh ấy vẫn chỉ là một người nói nhiều."

Đạo diễn, Jon Favreau, đảm nhận vai diễn của anh ấy là Harold "Happy" Hogan, vệ sĩ và tài xế của Tony Stark, trong khi Clark Gregg và Leslie Bibb đóng lại vai đặc vụ SHIELD Phil Coulson  và phóng viên Christine Everhart ,  tương ứng. John Slattery xuất hiện với tư cách là cha của Tony Howard Stark  và Garry Shandling xuất hiện với tư cách là Thượng nghị sĩ Hoa Kỳ Stern, người muốn Stark trao bộ giáp của Người sắt cho chính phủ. Favreau nói rằng nhân vật của Shandling được đặt tên theo nhân vật phát thanh Howard Stern. Paul Bettany một lần nữa lồng tiếng cho máy tính của Stark, JARVIS. Olivia Munn ban đầu xuất hiện với tư cách là một nhân vật giấu tên, sau đó đã bị cắt khỏi bộ phim. Favreau sau đó giao cho cô ấy vai Chess Roberts, một phóng viên đưa tin về triển lãm Stark. Yevgeni Lazarev xuất hiện trong vai cha của Ivan Vanko, Anton Vanko. Kate Mara vào vai một người phục vụ quy trình triệu tập Tony đến phiên điều trần của chính phủ, và Stan Lee xuất hiện với tư cách là chính ông (nhưng bị nhầm với Larry King).
Ngoài ra, người dẫn chương trình tin tức Christiane Amanpour, nhà bình luận chính trị Bill O'Reilly, Giám đốc điều hành Tesla Motors Elon Musk và Giám đốc điều hành Tập đoàn Oracle Larry Ellison xuất hiện với tư cách là chính họ. Adam Goldstein cũng xuất hiện với tư cách là chính anh ta, và bộ phim được dành để tưởng nhớ anh ta. Con trai của Favreau là Max xuất hiện khi còn là một đứa trẻ đeo mặt nạ Người Sắt được Stark cứu khỏi một máy bay không người lái. Vào năm 2017, đạo diễn Jon Watts của Spider-Man: Homecoming nói rằng anh ấy đã đề nghị với Feige rằng họ thành lập trở lại đứa trẻ này là sự giới thiệu của Peter Parker / Người Nhện trẻ tuổi vào MCU; Nam diễn viên Người nhện Tom Holland ủng hộ ý tưởng này.

## Phát hành

### Rạp chiếu
Iron Man 2 được công chiếu lần đầu tại Nhà hát El Capitan ở Los Angeles, California, vào ngày 26 tháng 4 năm 2010, và được phát hành tại 6.764 rạp (48 IMAX ) trên 54 quốc gia từ ngày 28 tháng 4 đến ngày 7 tháng 5, trước khi được phát hành chung tại Hoa Kỳ vào ngày 7 tháng 5 năm 2010. Tại Hoa Kỳ, bộ phim được khởi chiếu tại 4.380 rạp, 181 rạp trong số đó là IMAX. Ngày phát hành quốc tế của bộ phim đã được dời về phía trước để tăng sự quan tâm trước giải bóng đá liên đoàn FIFA World Cup 2010. Iron Man 2 là một phần của Giai đoạn Một của MCU.

### Phương tiện gia đình
Vào ngày 28 tháng 9 năm 2010, bộ phim được Paramount Home Media Distribution phát hành trên DVD và Blu-ray. Bộ phim cũng được thu thập trong một bộ hộp 10 đĩa có tựa đề " Marvel Cinematic Universe: Phase One - Avengers Assembled ", bao gồm tất cả các bộ phim Phase One trong Marvel Cinematic Universe. Nó được phát hành bởi Walt Disney Studios Home Entertainment vào ngày 2 tháng 4 năm 2013.

## Đánh giá

### Doanh thu
Iron Man 2 thu về $312,4 triệu ở Hoa Kỳ và Canada, và $311,5 triệu ở các khu vực khác, tổng cộng $623,9 triệu trên toàn thế giới. Phần lớn doanh thu thuộc về Disney vì bộ phim được bao gồm trong thỏa thuận phân phối được ký kết trước khi Tập đoàn The Walt Disney mua lại Marvel, còn Paramount Pictures thu được 8% doanh thu.
Bộ phim đạt $51 triệu trong ngày khởi chiếu tại Hoa Kỳ và Canada (bao gồm $7,5 triệu từ buổi xem trước vào thứ Năm), và tổng doanh thu cuối tuần là $128 triệu, xếp thứ năm trong danh sách các mở cửa cuối tuần cao nhất mọi thời đại, sau The Dark Knight, Spider-Man 3, The Twilight Saga: New Moon, và Pirates of the Caribbean: Dead Man's Chest. Đây cũng là mở cửa cuối tuần cao nhất trong năm 2010 và của Paramount. Iron Man 2 đem lại mức trung bình $29,252 cho mỗi rạp chiếu phim, và cộng đồng IMAX góp phần với $9,8 triệu, đạt kỷ lục mở cửa cuối tuần cao nhất cho phim IMAX 2D, vượt qua Star Trek ($8,5 triệu). Iron Man 2 xếp thứ ba trong danh sách các bộ phim có doanh thu cao nhất năm 2010 ở Hoa Kỳ và Canada, sau Toy Story 3 và Alice in Wonderland.
Bắt đầu từ ngày 28 tháng 4 năm 2010, Iron Man 2 ra mắt tại sáu thị trường châu Âu với vị trí số một, thu về tổng cộng $2,2 triệu. Bộ phim đạt $100,2 triệu trong năm ngày đầu tiên từ 53 thị trường nước ngoài, với một trung bình mạnh mẽ là $14,814 cho mỗi rạp chiếu phim. IMAX Corporation đạt $2,25 triệu, vượt qua kỷ lục mở cửa cuối tuần cao nhất cho phim IMAX 2D, Transformers: Revenge of the Fallen năm 2009 ($2,1 triệu). Quốc tế, Iron Man 2 đứng thứ bảy trong danh sách các bộ phim có doanh thu cao nhất năm 2010, sau Toy Story 3, Alice in Wonderland, Harry Potter and the Deathly Hallows – Part 1, Inception, Shrek Forever After, và The Twilight Saga: Eclipse.

### Đánh giá từ giới phê bình
Trang tổng hợp đánh giá Rotten Tomatoes ghi nhận một tỷ lệ phê duyệt là 72%, với điểm trung bình là 6.5/10, dựa trên 305 đánh giá. Tóm tắt đánh giá từ trang web cho biết, "Nó không thể so sánh được với sự mới mẻ của Iron Man, nhưng phần hai này gần đạt được điều tương tự với các diễn xuất tốt và cốt truyện đầy hành động." Metacritic đánh giá bộ phim với điểm trung bình là 57 trên 100, dựa trên 40 nhà phê bình, cho biết "đánh giá trung bình hoặc trung bình khá". Khán giả theo dõi trang web CinemaScore đánh giá bộ phim bằng điểm trung bình "A" trên thang điểm từ A+ đến F, tương tự như phần một.
Brian Lowry từ Variety nói, "Iron Man 2 không vui bằng phần đầu, nhưng sau cùng, nó vẫn đáng xem". Anthony Lane từ The New Yorker cho biết, "Tìm một siêu anh hùng truyện tranh không phải lo âu về siêu năng lực của mình, và sẵn sàng bảo vệ quyền công dân của mình để cảm nhận niềm vui, thật sự là một sự nhẹ nhàng". David Edelstein từ New York Magazine viết, "Nó không tiến sát được độ nặng về cảm xúc của hai bộ phim 2 vượt trội so với bộ phim 1: Superman II và Spider-Man 2. Nhưng Iron Man 2 vẫn diễn ra một cách mượt mà". Roger Ebert đưa ra 3/4 sao, nhận xét, "Iron Man 2 là một phần tiếp theo được làm rất tinh tế và mạnh mẽ, không tốt bằng phần đầu nhưng vẫn dựa vào màn trình diễn độc đáo của Robert Downey Jr". Frank Lovece từ Film Journal International, một tác giả từng viết cho Marvel Comics, cho biết, "Một điều không ngờ và mới mẻ, phần tiếp theo của Iron Man không tìm thấy một người đã thay đổi. Bên trong lớp kim loại, sự không hoàn hảo của con người trở nên rõ hơn, khi những câu hỏi về bản dạng gặp gỡ sự tưởng tượng kỹ thuật trở thành hiện thực".
Tuy nhiên, Kirk Honeycutt từ The Hollywood Reporter nói, "Tất cả những điều thú vị và tuyệt vời từ Iron Man, chỉ hai năm trước đây, đã biến mất trong phần tiếp theo. Thay vào đó, Iron Man 2 thay thế bằng tiếng ồn, sự lúng túng, nhiều kẻ phản diện, các pha hành động không liên quan và những dòng chuyện sai đường."